# Giovanni Duca
Giovanni Duca (Torino, 5 novembre 1896 – Verona, 28 agosto 1944) è stato un militare e partigiano italiano, comandante dell'Accademia militare di Modena dal 1942 all'armistizio dell'8 settembre 1943 e successivamente decorato di Medaglia d'oro al valor militare alla memoria.

## Biografia
Nacque a Torino il 5 novembre 1896, figlio di Alfredo e Paola Vallerano.

### Nel Regio esercito
Arruolato come ufficiale nel Regio Esercito combatté durante la prima guerra mondiale, dove fu ferito e decorato con la Medaglia di bronzo e la Croce di guerra al valor militare. Durante il corso degli anni trenta svolse mansioni di addetto militare presso le ambasciate italiane in Belgio, nei Paesi Bassi e in Portogallo. Tra il 1939 e il 1940 divenne responsabile della sezione "offensiva" del Servizio Informazioni Militare. Nel corso del 1941 assunse il comando del 7º Reggimento di fanteria sul fronte albanese, dove fu decorato con una seconda Medaglia di bronzo al valor militare.
Nel 1941-1942 Duca fu Comandante militare delle isole Cicladi, carica che lasciò nell'estate del 1942 quando a capo dell'amministrazione delle isole fu insediato un Commissario civile. In seguito fu nominato comandante della Regia Accademia Militare di Modena.

### Dopo l'armistizio
L'8 settembre 1943, all'annuncio dell'armistizio il colonnello Duca si trovava con i circa 300 cadetti del corso del 1943 sulla strada di ritorno dal campo estivo presso le Piane di Mocogno in direzione di Modena. Non avendo ordini su da farsi, con una scarsissima disponibilità di munizioni ed avendo avuto notizia dell'attacco delle truppe tedesche alle caserme di Modena e al distaccamento dell'Accademia presso il Palazzo Ducale di Sassuolo, decise di portare la colonna presso il paese di Monchio, in previsione di riunirsi eventualmente agli allievi della Scuola Allievi Ufficiali di Complemento d'Artiglieria di Lucca. Degenerata rapidamente la situazione militare e la compattezza delle truppe, il 10 settembre decise infine lo scioglimento "temporaneo" del corso, divise in quattro parti la bandiera di combattimento e lasciò liberi i cadetti con l'ordine di attendere comunicazioni sulla riunione del corso che prevedeva potesse essere fatta in Italia centrale.
Il colonnello Duca s'impegnò quindi contro i tedeschi organizzando le prime resistenze nella zona Pavullo-Lama Mocogno; aveva con sé due battaglioni e uno squadrone di allievi ufficiali, attorno alle sue forze cominciarono a raggrupparsi i primi nuclei partigiani. La disponibilità di armi in gran quantità fu tra le cause che portarono alla formazione dei primi nuclei di resistenza nella Val Dragone e indirettamente alla Strage di Monchio ed alla Repubblica di Montefiorino.
Giunto in seguito fortunosamente a Roma trovò gli uffici del Ministero della guerra deserti e decise di ritornare verso Nord.
Preso contatto con il comando militare del Regno del Sud, su indicazione del Servizio informazioni militare, contattò esponenti del CLN e tentò di creare una rete di informatori e fiancheggiatori fidando nei rapporti stabiliti negli anni precedenti, finendo poi probabilmente per essere tradito e denunciato.
Durante una missione, fu catturato col figlio dalle SS.
I tedeschi non riuscirono ad ottenere dal colonnello nessun'informazione utile, nonostante le torture inflittegli e la disperata angoscia per l'avvenuto arresto della moglie e della figlia. Costretto per cinque mesi a vivere in una cella stretta e buia, fu ucciso dai fascisti nella stanza delle torture, quasi negli stessi giorni in cui moriva a Mauthausen il figlio, che vi era stato deportato.
Fu decorato con la Medaglia d'oro al valor militare alla memoria per il suo contributo alla formazione delle prime bande di partigiani nell'appennino modenese. Gli è stata intitolata una caserma a Montorio Veronese.